# 孟加拉国工人党
孟加拉国工人党（缩写为WPB）是孟加拉国的一个共产主义政党。
该党成立于1980年，由孟加拉国共产党（列宁主义）、革命共产主义联盟、劳动者党以及其他组织合并而成。阿迈勒·森是该党首任总书记。
1984年该党分裂成两派：以阿迈勒·森和纳兹尔·伊斯兰为首的一派，以拉希德·汗·梅农为首的一派。1992年，两派达成共识化解了分歧。
该党是大联盟的成员。该党领导有多个群众组织。